# Johnny Ryan (téléfilm)
Pour les articles homonymes, voir Ryan et Johnny Ryan.
Pour plus de détails, voir Fiche technique et Distribution.
Johnny Ryan est un téléfilm américain de Robert L. Collins diffusé le 29 juillet 1990 sur NBC.

## Synopsis
1949, une unité composée de dix policiers s'est donné pour mission de nettoyer la corruption qui règne dans la ville de New York. Lorsqu'un témoin qui devait comparaître devant le procureur est retrouvé assassiné, les quatre policiers chargés de sa protection sont les premiers suspects de l'assassinat.

## Fiche technique
- Titre original : Johnny Ryan
- Réalisation : Robert L. Collins
- Scénario : Mark Rodgers
- Décors : Al Rohm
- Costumes : Csilla Marki
- Directeur de la photographie : Paul Lohmann
- Montage : Mark Conte et Jack Harnish
- Musique : Chris Boardman
- Effets spéciaux de maquillage : Rodger Jacobs
- Effets spéciaux : Bruno Von Zeebroeck
- Casting : Nan Charbonneau, Richard S. Kordos, Rick Millikan, Lisa Mionie, Debra Rubinstein et Mary Jo Slater
- Production : Christopher Chulack ; Dan Curtis (exécutif) ; Mark Rodgers (coexécutif)
- Sociétés de production : Dan Curtis Productions - NBC Productions - MGM Television
- Société de distribution : NBC
- Pays d'origine :  États-Unis
- Langue originale : anglais
- Genre : policier
- Durée : 96 minutes[1]
- Date de diffusion : 
  - États-Unis : 29 juillet 1990[2]

## Distribution
- Clancy Brown : Johnny Ryan
- Bruce Abbott : Tom Kelly
- Teri Austin : Paula Westridge
- Eugene Clark : Joe Johnson
- Christine Moore : Bianca Tartaglia
- Nestor Serrano : Dave Greenberg
- Cameron Thor : Jeff Wilson
- Robert Prosky : Capitaine Fitzgerald
- Paul Rossilli : Steve Lombardi
- Julia Campbell : Eve Manion
- Jason Beghe : Peter Howard
- Robert Miranda : Anthony Cardini
- Victor Argo : Frank Costello
- Michael Fairman : Meyer Lansky
- J. Kenneth Campbell : procureur Frank Hogan
- Danny Goldring : Ben Dougherty
- Jack McLaughlin-Gray : Harris
- Tony Mockus Jr. : Larry Bryant
- Kathleen O'Grady : Lois Howard
- Marge Kotlisky (en) : Sharon Fitzgerald
- Joe Greco : Albert Anastasia